# Aërope
Aërope (altgriechisch Ἀερόπη Aerópē, deutsch ‚die mit dem nebelweißen Gesicht‘) ist in der griechischen Mythologie die Tochter des Königs von Kreta, Katreus; die Schwester von Klymene, Apemosyne und Althaimenes; die Gattin von König Atreus von Mykene; die Geliebte von dessen Bruder Thyestes; die Mutter von Pleisthenes oder Agamemnon, Menelaos und Anaxibia.
Da ihrem Vater geweissagt worden war, dass er durch die Hand eines seiner Kinder sterben würde, verbannte er sie und ihre Schwester Klymene von Kreta; stieß sie ins Meer; oder verkaufte sie in die Sklaverei, so dass sie schließlich von Atreus, dem Sohn des Pelops gekauft wurde.
Atreus hatte einst gelobt, das schönste Lamm seiner Herde der Göttin Artemis zu opfern. Nun lag auf ihm als einem Nachkommen des Pelops, einem Pelopiden, der Fluch des Myrtilos, einem Sohn des Götterboten Hermes. Entschlossen, seinen Sohn zu rächen, brachte er ein gehörntes, goldenes Lamm in die Herde des Atreus, wohl wissend, dass dieser der Versuchung nicht widerstehen könne – und so brachte Atreus wohl das Fleisch des Opfertieres der Göttin dar, behielt aber dessen Fell für sich.
Aërope sollte es verwahren, gab es jedoch ihrem Geliebten Thyestes; oder dieser erklärte sich bereit, ihr Geliebter zu werden, wenn sie ihm dieses „Goldene Vlies“ aushändige. Nach dem Tod Eurystheus sollte nämlich ein neuer König in Mykene gewählt werden und ein Orakel hatte den Mykenen geraten, einen der Pelopiden zu wählen. Atreus beanspruchte den Thron als der Erstgeborene und der Besitzer des Vlieses – und darauf hatte Thyestes gewartet. Er verleitete Atreus zu der öffentlichen Aussage, der Besitzer des Vlieses solle König werden – und konnte dieses jetzt selbst vorweisen.
Atreus erhielt jedoch den Thron zurück, nachdem ihn Zeus dem Thyestes vorzog. Er schickte den Götterboten Hermes zu Atreus und hieß ihn Thyestes fragen, ob er ihm den Thron überlasse, falls sich die Sonne rückwärts bewege. Nichts Böses ahnend stimmte Thyestes zu – worauf Zeus die Gestirne am Himmel dazu brachte, auf ihrem schon eingeschlagenen Weg umzukehren. Atreus erhielt den Thron zurück und verbannte seinen Bruder, sann jedoch weiter auf Rache.
Als Atreus vom Ehebruch seiner Gattin erfuhr, vertrieb er aus Eifersucht seinen Bruder Thyestes. Seine Frau Aërope ließ er ins Meer werfen.